# Dálnice ve Spojeném království
Celková délka dálnic ve Spojeném království činí 3 218 km. Nejvyšší povolená rychlost na dálnicích je pro osobní automobily 112 km/h. Většina dálnic není zpoplatněna, zpoplatněny jsou pouze některé úseky, mosty, tunely, či vjezdy do velkých měst, kde funguje mýtný systém.

## Historie výstavby dálnic

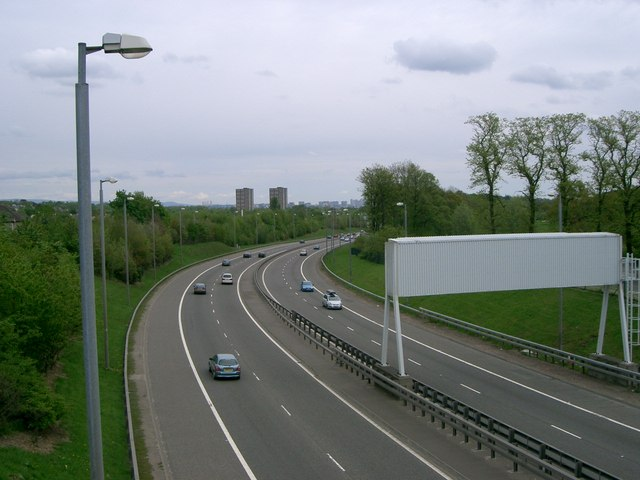
Dálnice M77 v Corkehillu

První dálniční úsek na území Spojeného království byl zprovozněn v roce 1958 (nyní je součástí dálnice M6). Následovala výstavba dnešní dálnice M1. V roce 1979 byl Konzervativní vládou Margaret Thatcherové přijat rozsáhlý program, který počítal s výstavbou 500 dalších úseků a zefektivnění dopravy do roku 2025 o 142%. V roce 1996 dosáhla síť dálnic 2000 km. Po nástupu nové vlády byla v roce 1997 většina zbývajících plánů předložené vládou Margaret Thatcherové zrušena. Roku 2002 byl přijat nový návrh který počítal s výstavbou 580 km dalších dálnic a více než 100 silničních obchvatů měst. V roce 2007 byl parlamentu předložen Zákon o plánování, který měl urychlit schvalování a výstavbu dalších dálnic, objevily se však obavy o narušení demokracie. V současnosti dálniční síť dosahuje délky více než 3200 km.

## Seznam dálnic
Dálnice jsou ve Spojeném království označovány písmenem M (motorway - anglicky dálnice)

Mapa sítě dálnic ve Spojeném království (stav k roku 2016)

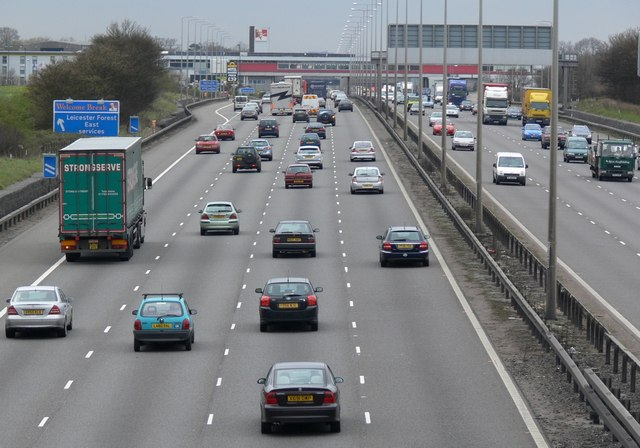
Dálnice M1 u Leicesteru

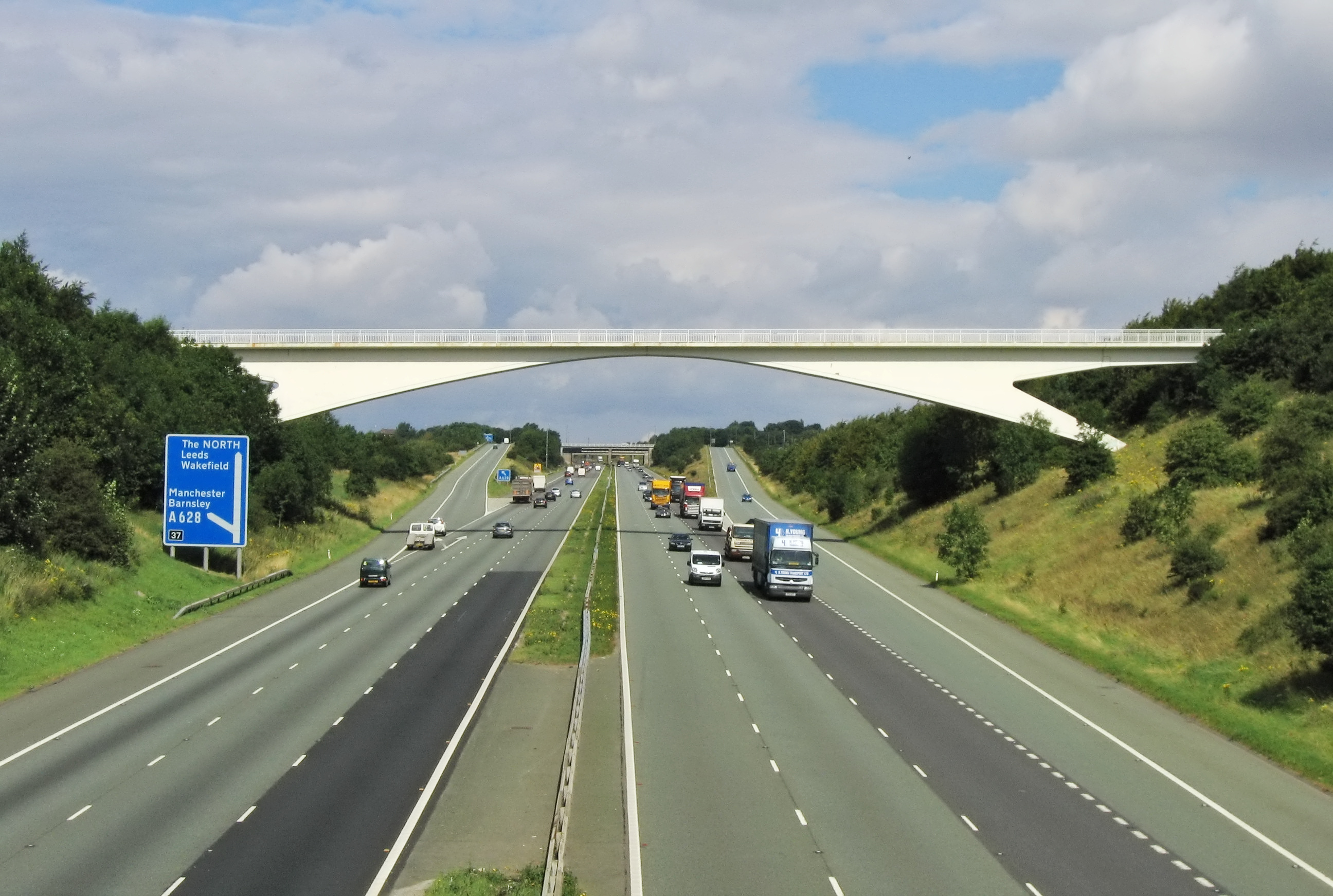
Dálnice M1 v hrabství Yorkshire

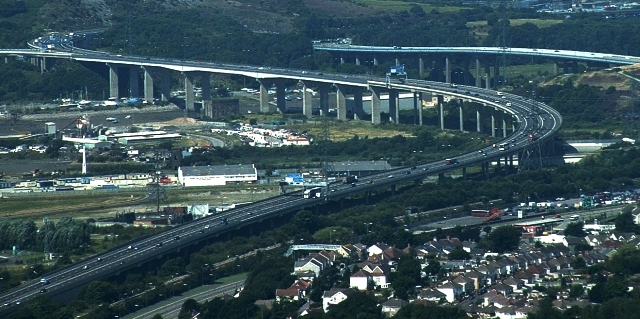
Dálnice M4

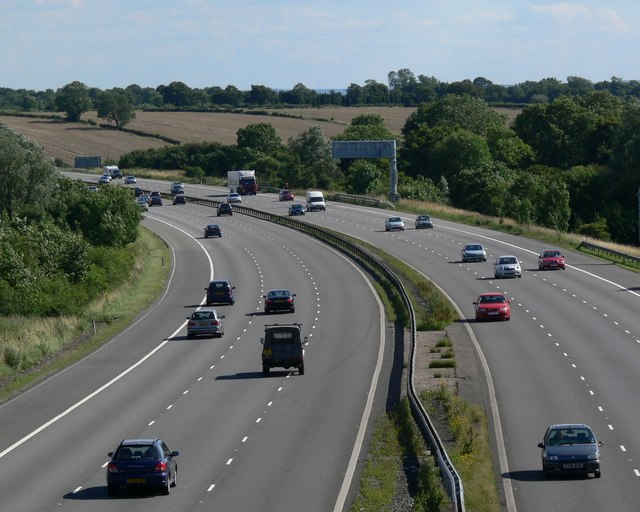
Dálnice M1

### Velká Británie
| Číslo dálnice       | Mapa                                 | Trasa                                                              | Konečná délka | V provozu |
| ------------------- | ------------------------------------ | ------------------------------------------------------------------ | ------------- | --------- |
| UK-Motorway-M1      | M1 motorway (Great Britain) map      | Londýn - Leicester - Nottingham - Chesterfield - Sheffield - Leeds | 311,5 km      | 311,5 km  |
| UK-Motorway-M2      | M2 motorway (Great Britain) map      | Strood - Rochester - Faversham                                     | 41,5 km       | 41,5 km   |
| UK-Motorway-M3      | M3 motorway (Great Britain) map      | Londýn - Winchester - Southampton                                  | 94 km         | 94 km     |
| UK-Motorway-M4      | M4 motorway (Great Britain) map      | Londýn - Heathrow - Newbury - Bristol - Cardiff - Llanelli         | 304 km        | 304 km    |
| UK-Motorway-M5      | M5 motorway (Great Britain) map      | West Bromwich - Birmingham - Worchester - Bristol - Exeter         | 262 km        | 262 km    |
| UK-Motorway-M6      | M6 motorway (Great Britain) map      | Rugby (M1) - Birmingham - Stafford - Carlisle (M74)                | 373,5 km      | 373,5 km  |
| UK-Motorway-M6 Toll | M6 Toll motorway (Great Britain) map | Cannock (M6) - Burntwood                                           | 43 km         | 43 km     |
| UK-Motorway-M8      | M8 motorway (Great Britain) map      | Edinburgh - Livingston - Glasgow - Greenock                        | 97 km         | 97 km     |
| UK-Motorway-M9      | M9 motorway (Great Britain) map      | Edinburgh (M8) - Stirling                                          | 53 km         | 53 km     |
| UK-Motorway-M11     | M11 motorway (Great Britain) map     | Londýn - Cambridge - Harlow - Loughton                             | 88,5 km       | 88,5 km   |
| UK-Motorway-M18     | M18 motorway (Great Britain) map     | Sheffield (M1) - Leeds (M62)                                       | 42,5 km       | 42,5 km   |
| UK-Motorway-M20     | M20 motorway (Great Britain) map     | (M25) Maidstone - Ashford - Eurotunel                              | 81,5 km       | 81,5 km   |
| UK-Motorway-M23     | M23 motorway (Great Britain) map     | (M25) Londýn - Crawley                                             | 25,5 km       | 25,5 km   |
| UK-Motorway-M25     | M25 motorway (Great Britain) map     | Londýnský okruh                                                    | 188 km        | 188 km    |
| UK-Motorway-M26     | London Ringways Plan                 | Severnoaks - Maidstone                                             | 16 km         | 16 km     |
| UK-Motorway-M27     | M27 motorway (Great Britain) map     | Southampton - Portsmouth                                           | 40 km         | 40 km     |
| UK-Motorway-M32     | M32 Bristol                          | Bristolská spojka                                                  | 7 km          | 7 km      |
| UK-Motorway-M40     | M40 motorway (Great Britain) map     | Londýn - Oxford- Warwick - Birmingham                              | 143 km        | 143 km    |
| UK-Motorway-M42     | M42 motorway (Great Britain) map     | Birmingham - Appleby Magna                                         | 64,5 km       | 64,5 km   |
| UK-Motorway-M45     |                                      | Rugby - Coventry                                                   | 12,5 km       | 12,5 km   |
| UK-Motorway-M48     |                                      | Awkley - Undy (Přípojka M4)                                        | 19 km         | 19 km     |
| UK-Motorway-M49     |                                      | Spojka dálnic M4 a M5 v Bristolu                                   | 8 km          | 8 km      |
| UK-Motorway-M50     | M50 motorway (Great Britain) map     | Tawkesbury (M5) - Ross-on-Wye                                      | 35 km         | 35 km     |
| UK-Motorway-M53     | M53 motorway (Great Britain) map     | Wallasey - Chester                                                 | 30,5 km       | 30,5 km   |
| UK-Motorway-M54     | M54 motorway (Great Britain) map     | Wolverhampton (M6) - Telford                                       | 37 km         | 37 km     |
| UK-Motorway-M55     | M55 motorway (Great Britain) map     | Preston (M6) - Blackpool                                           | 19,5 km       | 19,5 km   |
| UK-Motorway-M56     | M56 motorway (Great Britain) map     | Manchester - Chester                                               | 53,5 km       | 53,5 km   |
| UK-Motorway-M57     |                                      | Liverpool (M62) - Switch Island                                    | 16 km         | 16 km     |
| UK-Motorway-M58     |                                      | Switch Island - Orrell                                             | 19 km         | 19 km     |
| UK-Motorway-M60     | M60 motorway (Great Britain) map     | Manchesterský okruh                                                | 58 km         | 58 km     |
| UK-Motorway-M61     | M61 motorway (Great Britain) map     | Manchester - Bamber Bridge                                         | 32 km         | 32 km     |
| UK-Motorway-M62     | M61 motorway (Great Britain) map     | Liverpool - Manchester - Oldham - Leeds - Kingston upon Hull       | 172 km        | 172 km    |
| UK-Motorway-M65     | M65 motorway (Great Britain) map     | Bamber Bridge - Preston                                            | 41,5 km       | 41,5 km   |
| UK-Motorway-M66     |                                      | Ramsbottom - Whitefield (M60)                                      | 13 km         | 13 km     |
| UK-Motorway-M67     | UK motorway map - M67                | Manchester (M60) - Hattersley                                      | 8 km          | 8 km      |
| UK-Motorway-M69     | M69 motorway (Great Britain) map     | Coventry - Leicester                                               | 25 km         | 25 km     |
| UK-Motorway-M73     |                                      | Uddingston (M74) - Cumbernauld (M80)                               | 11 km         | 11 km     |
| UK-Motorway-M74     | M74 motorway (Great Britain) map     | Glasgow - Abington                                                 | 60 km         | 60 km     |
| UK-Motorway-M77     | M77 motorway (Great Britain) map     | Glasgow (M8) - Fenwick                                             | 32 km         | 32 km     |
| UK-Motorway-M80     | M80 motorway (Great Britain) map     | Glasgow (M8) - Stirling (M9)                                       | 40 km         | 40 km     |
| UK-Motorway-M90     | M90 motorway (Great Britain) map     | Inverkeithing - Perth                                              | 48 km         | 48 km     |
| UK-Motorway-M180    | M180 motorway (Great Britain) map    | Thorne (M18) - Humber Bridge (M15)                                 | 40 km         | 40 km     |
| UK-Motorway-M181    |                                      | M180 - Scunthorpe                                                  | 3 km          | 3 km      |
| UK-Motorway-M271    |                                      | Romsey (M27) - Southampton                                         | 5 km          | 5 km      |
| UK-Motorway-M275    |                                      | Horsea Island (M27) - Portsmouth                                   | 3 km          | 3 km      |
| UK-Motorway-M602    |                                      | Winton (M62) - Manchester                                          | 6,5 km        | 6,5 km    |
| UK-Motorway-M606    |                                      | Cleckheaton, přípojka z dálnice M62                                | 5 km          | 5 km      |
| UK-Motorway-M621    |                                      | Gildersome (M62) - Leeds - Rothwell (M1)                           | 12,5 km       | 12,5 km   |
| UK-Motorway-M876    |                                      | Denny (M80) - Kincardine Bridge                                    | 13 km         | 13 km     |
| UK-Motorway-M898    |                                      | Rosyth, spojka dálnic M90 a M823                                   | 1 km          | 1 km      |

### Severní Irsko

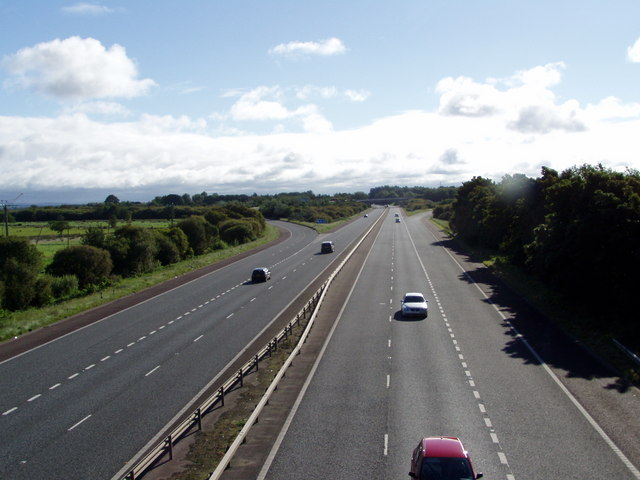
Dálnice M1 u Belfastu

| Číslo dálnice   | Obrázek                            | Trasa                                                                                  | Konečná délka | V provozu |
| --------------- | ---------------------------------- | -------------------------------------------------------------------------------------- | ------------- | --------- |
| UK-Motorway-M1  | M1 motorway (Northern Ireland) map | Belfast - Dungannon                                                                    | 61 km         | 61 km     |
| UK-Motorway-M2  | M2 motorway (Northern Ireland) map | Dva úseky: Belfast - Antrim a obchvat města Ballymena. Úsek mezi nimi (? km) plánovaný | ? km          | 35,5 km   |
| UK-Motorway-M3  |                                    | Přípojka M2 v Belfastu                                                                 | 1 km          | 1 km      |
| UK-Motorway-M5  |                                    | Belfast (M2) - Newtownabbey                                                            | 2 km          | 2 km      |
| UK-Motorway-M12 |                                    | Derrymacash (M1) - Portadown                                                           | 2,5 km        | 2,5 km    |
| UK-Motorway-M22 |                                    | Atrim (M2) - Randalstown                                                               | 9 km          | 9 km      |